# Auxiliary Territorial Service

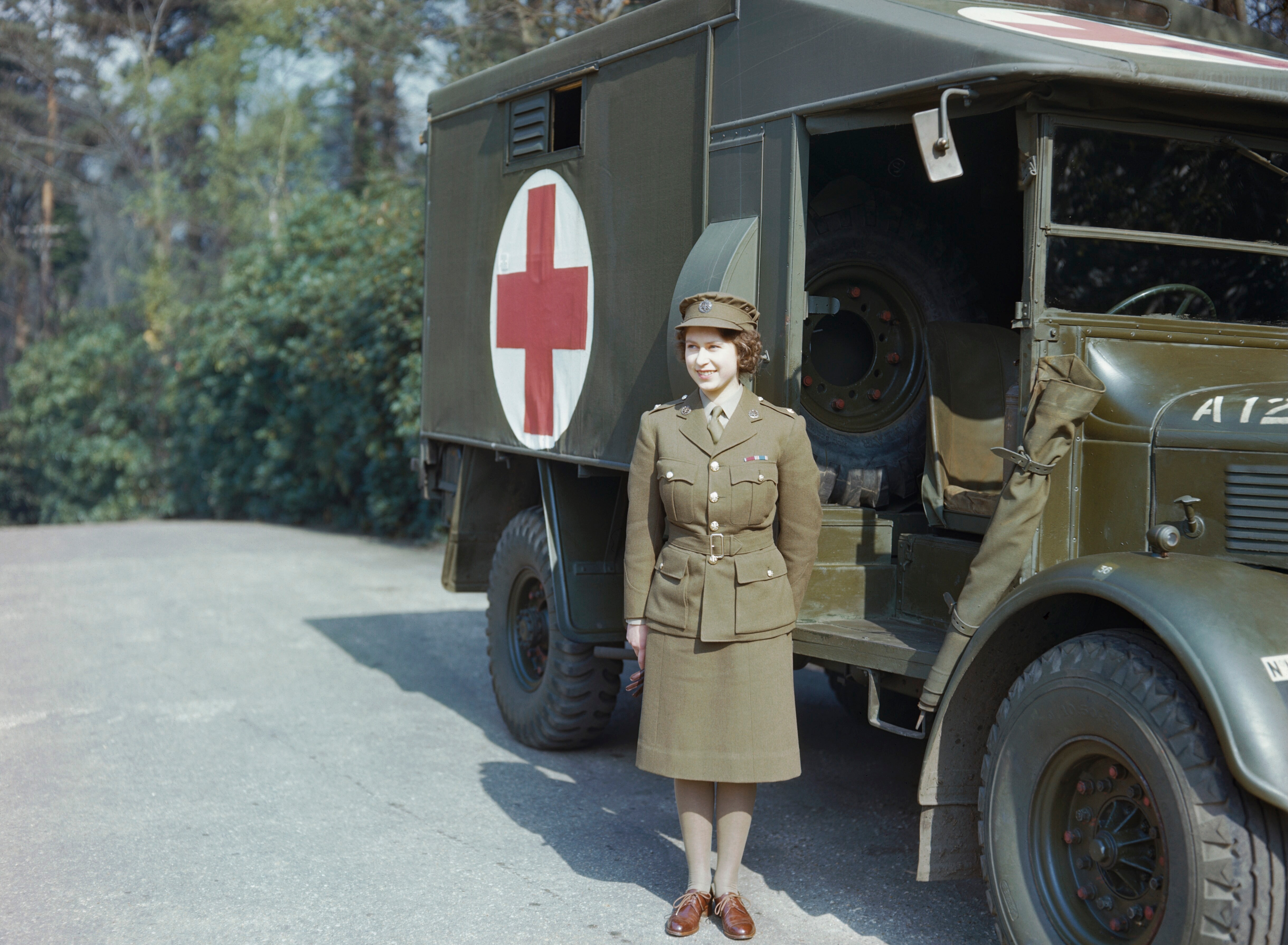
Elisabetta II del Regno Unito in uniforme dell'Auxiliary Territorial Service nell'aprile 1945, sette anni prima di diventare regina

L'Auxiliary Territorial Service o ATS (in italiano, "Servizio territoriale ausiliario") è stato il ramo delle donne del British Army durante la seconda guerra mondiale. È stato costituito in data 9 settembre 1938, inizialmente come un servizio volontario delle donne, ed è esistito fino al 1º febbraio 1949.

## Storia

### Origini
L'ATS ha le sue radici nella Women's Auxiliary Army Corps (WAAC), che lo formò nel 1917 come servizio volontario durante la prima guerra mondiale. I suoi membri eseguivano un certo numero di lavori, tra cui impiegati, cuochi, centralinisti e cameriere. Il WAAC fu sciolto dopo quattro anni nel 1921.
Prima della seconda guerra mondiale, il governo decise di istituire un nuovo corpo per le donne. L'ATS nacque da un consiglio consultivo, che includeva i membri della Territorial Army (TA), il Women's Transport Service e la Women's Legion. Il Consiglio decise che l'ATS sarebbe stato collegato all'esercito territoriale e che le donne in servizio avrebbero ricevuto una retribuzione pari a due terzi della retribuzione dei soldati uomini.
Tutte le donne nell'esercito aderirono all'ATS tranne le infermiere, che aderirono al Queen Alexandra's Imperial militare Nursing Service (QAIMS).

### L'ATS in azione
Le prime reclute dell'ATS furono impiegate come cuoche, commesse di negozio e magazziniere. Allo scoppio della seconda guerra mondiale, circa trecento membri dell'ATS furono impiegati in Francia. Con l'esercito tedesco che avanzava attraverso la Francia, la British Expeditionary Force fu spinta verso il canale della Manica. Ciò portò all'evacuazione delle truppe da Dunkirk, nel maggio 1940, e alcune centraliniste dell'ATS furono tra le ultime del personale britannico a lasciare il paese.
Con molti uomini reclutati per lo sforzo bellico, fu deciso di aumentare le dimensioni delle ATS, arrivando fino a 65 000 nel settembre del 1941. Le donne di età compresa tra i diciassette e i quarantatré anni furono ammesse a partecipare, anche se queste regole furono in parte travisate in modo da consentire alle veterane della (WAAC) di aderire fino all'età di cinquant'anni. Le funzioni dei membri furono inoltre ampliate, venendo quindi impiegate anche come autisti, lavoratrici postali e ispettrici alle munizioni.

### Il National Service Act
Nel dicembre del 1941 il Parlamento approvò il National Service Act, il quale chiedeva alle donne non sposate tra i venti e i trent'anni di età a partecipare ad uno dei servizi ausiliari: l'ATS, il Women's Royal Naval Service (WRNS), il Women's Auxiliary Air Force (WAAF) e la Women's Transport Service. In seguito, furono chiamate anche le donne coniugate e solamente le donne incinte e quelle con figli piccoli furono esentate.
Altre opzioni della legge includevano l'adesione delle donne al servizio volontario, per integrare il servizio di emergenza, o la Women's Land Army, come aiuto nelle aziende agricole.
La legge previde anche l'opzione al servizio per motivi di ordine morale, infatti un terzo delle donne era obiettore di coscienza.
Un certo numero di donne fu anche perseguito a causa della legge: molte, addirittura, finirono in carcere. Nonostante ciò, dal 1943, circa nove donne su dieci stavano assumendo un ruolo attivo nello sforzo bellico.
Le donne furono escluse dal servizio in battaglia, ma, a causa di carenza di uomini, membri dell'ATS e anche altri membri degli altri servizi di volontariato assunsero compiti di sostegno, come operatori radar e di polizia. Il giorno della vittoria in Europa,  più di 190 000 membri dell'ATS erano in servizio.
Famosi membri dell'ATS furono la principessa Elisabetta, figlia del re Giorgio VI, diventata poi la regina Elisabetta II, e Maria Churchill, figlia del Primo Ministro Winston Churchill.

### Scioglimento
Dopo la cessazione delle ostilità, le donne continuarono a prestare servizio nell'ATS, così come nel WRNS e WAAF. 
Gli successe il Women's Royal Army Corps (WRAC), formato il 1º febbraio 1949 con l'ordine n.6 dell'esercito britannico. Vi appartenevano tutte le donne del British Army, ad eccezione degli ufficiali medici, odontoiatri e veterinari e dei cappellani donne. Il WRAC fu sciolto nel 1992.